# Károly Khuen-Héderváry
Károly Graf Khuen-Héderváry von Hédervár (* 23. Mai 1849 in Bad Gräfenberg, damals Österreichisch-Schlesien; † 16. Februar 1918 in Budapest) war langjähriger Ban von Kroatien und als Ministerpräsident Ungarns 1903 und ein zweites Mal von 1910 bis 1912 ein führender Politiker Österreich-Ungarns.

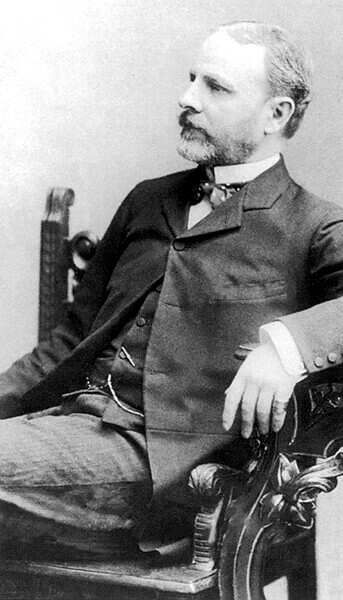
Károly Khuen-Héderváry

## Leben
Károly wurde als Sohn des ungarisch Magnaten Antal Khuen (1817–1886) und dessen Frau Angelika, Freiin Izdenczi de Monostor et Komlós (1823–1894) als ältestes von sieben Kindern geboren. 1874 wurde der Familienname in „Khuen und Héderváry“, statt „Khuen von Belasi“, umgewandelt. Khuen-Héderváry war seit 1875 als Mitglied der Liberalen Partei Abgeordneter des ungarischen Reichstags. Er wuchs in Zagreb auf, studierte an der Universität Zagreb Rechtswissenschaft und besaß ausgedehnte Ländereien in Slawonien. Zuerst in der Komitatsverwaltung beschäftigt wurde er 1882 Obergespan des Komitats Raab.

### Ban
Von seinem Cousin, dem Ministerpräsidenten Kálmán Tisza wurde er am 4. Dezember 1883 zum Ban von Kroatien und Slawonien ernannt, ein Amt, das er bis 27. Juni 1903 ausübte. Khuen-Hédervárys Ziel als Statthalter des Kronlandes war die kroatische Autonomie nicht zur Herausforderung für die Dominanz der Magyaren in Transleithanien werden zu lassen. Er wurde von den Kroaten schnell als Agent des Wiener Hofes und der ungarischen Regierung betrachtet. Die Bürgerrechte ließ er durch gesetzliche Maßnahmen, wie Einschränkung der Pressefreiheit und Geschworenengerichtsbarkeit, beschneiden. Unterstützung erhielt er aber von der katholischen Kirche und der serbischen Minderheit im Lande, wodurch er jahrelang den Sabor hinter sich hatte. Seine ungarnfreundliche Politik, verbunden mit einem autoritären und repressiven Regierungsstil, verursachte 1902 schwere Unruhen unter national eingestellten Kroaten, sodass er sein Amt 1903 mit dem des Ministerpräsidenten eintauschte.

### Ministerpräsident

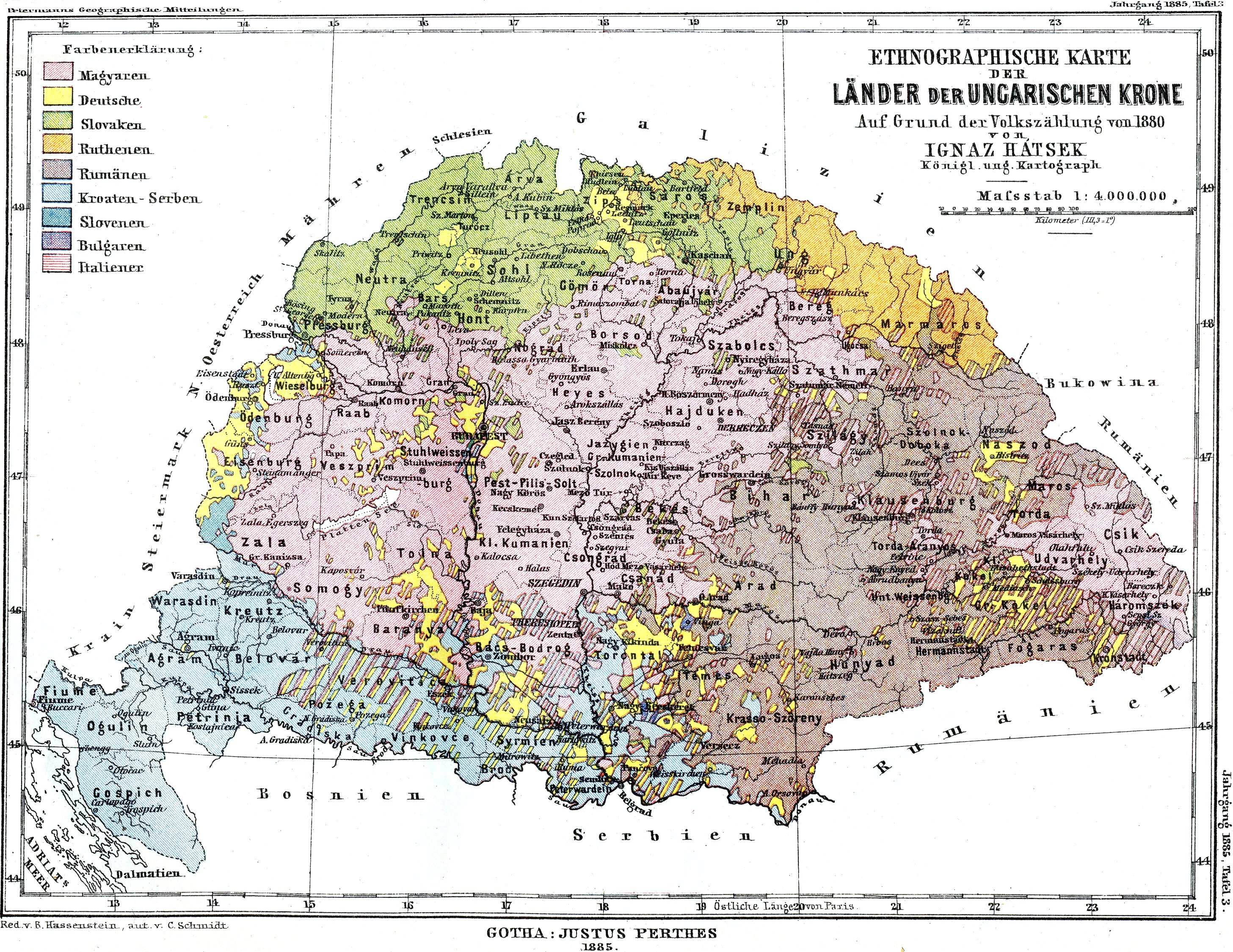
Ethnographische Karte des Königreichs Ungarn

Als mit 27. Juni 1903 vom König ernannter Ministerpräsident, trat Khuen-Héderváry als, im Vergleich zu seinem liberalen Vorgänger Kálmán Széll, deklarierter Hardliner sein Amt an. Er scheiterte aber ebenso wie Széll an den turnusmäßigen Ausgleichsverhandlungen mit Österreich und wurde schon am 3. November 1903 von seinem Neffen István Tisza abgelöst.
Nach seiner Entlassung war er von 3. März 1904 bis 31. Januar 1905 in der Regierung Tiszas Minister a latere bzw. ungarischer Minister am königlichen Hoflager, der die ständige engste Verbindung zwischen dem Wiener Hofe und den Ministerien in Budapest sicherzustellen hatte.
Auch in Khuen-Hédervárys zweiter Amtszeit von 17. Januar 1910 bis 22. April 1912 war Tisza mit seiner Partei die bestimmende Kraft im Hintergrund. Um ein ebenso rasches Scheitern wie in seiner ersten Amtszeit zu vermeiden, regierte Khuen-Héderváry abwartend und versuchte Radikalisierungen zu vermeiden. Sein Rücktritt erfolgte schließlich wegen Kontroversen über die Finanzierung der k.u.k. Armee und Kriegsmarine. Auch die Frage einer Wahlrechtsreform, die Tisza ablehnte und Massendemonstrationen der Arbeiterschaft führten zu seinem Sturz.
In seiner zweiten Amtszeit gründete Khuen-Héderváry im Februar 1910 gemeinsam mit Tisza noch die Nationale Arbeitspartei. 1913 bis 1918 hatte er deren Vorsitz inne.